# ホドリゴ・ダム
ホドリゴ・ダム（Rodrigo Damm、1980年2月3日 - ）は、ブラジルの男性柔術家、総合格闘家。リオデジャネイロ州ニテロイ出身。アリアンシ柔術（アライアンスBJJ）所属。ブラジリアン柔術三段。
「戦慄のダムミッション」と呼ばれる寝技が最大の武器。
総合格闘家のカリーナ・ダムは実姉。

## 来歴
16歳の時にブラジリアン柔術を始め、22歳でペドロ・ジ・アンドラージから黒帯を授与された。レスリングではブラジル代表チーム入りし、北京オリンピック出場を目指していた。
2004年10月23日、修斗ブラジルで総合格闘技デビューし、ルシアノ・アゼベドに判定負け。
2006年7月21日、日本で開催されたMARS ATTACK 01にカリーナ・ダムと共に参戦。ファン・ジュウドンと対戦し、チョークスリーパーで一本勝ち。
2006年10月7日、Super Challenge 1の73kg級トーナメントに出場予定であったが、負傷のため欠場となった。代わりに出場したファブリシオ・モランゴが優勝を果たした。
2006年12月6日、BodogFightでカルター・ギルと対戦し、チョークスリーパーで一本勝ち。
2007年8月24日、BodogFightで雷暗暴と対戦し、スタンドパンチと膝蹴りの連打でKO勝ち。MVPを獲得した。翌日には姉・カリーナがMVPを獲得した。

### 戦極
2008年6月8日、戦極初参戦となった戦極 〜第三陣〜でジョルジ・マスヴィダルと対戦し、右ストレートでTKO勝ち。
2008年8月24日、戦極 〜第四陣〜のライト級グランプリシリーズ1回戦で光岡映二と対戦し、チョークスリーパーで一本負け。
2010年6月20日、SRC13で真騎士と対戦し、パウンドによるTKO負け。

### Strikeforce
2009年4月11日、Strikeforce: Shamrock vs. Diazの世界ライト級暫定王座決定戦でギルバート・メレンデスと対戦し、右ストレートからのパウンドでKO負けを喫し王座獲得に失敗した。この試合はライト級王者ジョシュ・トムソンの欠場を受けての緊急参戦となった。
2011年4月1日、Strikeforce Challengers 15のメインイベントでジャスティン・ウィルコックスと対戦し、1R終了時にドクターストップによるTKO負け。

### TUF
2012年3月、UFCのリアリティ番組「The Ultimate Fighter」のThe Ultimate Fighter: Brazilに、階級を一つ下げてフェザー級で参加。シーズン最初のエリミネイションバウトではファブリシオ・ジ・アシス・コスタ・ダ・シウバにリアネイキドチョークで一本勝ち。ホーム（収録場所）行きを決めた。
その後ビクトー・ベウフォートに四番目に指名され、チーム・ベウフォートの一員になった。エピソード4でチーム・ヴァンダレイのジョン・マカパと対戦し2-1の僅差の判定勝ちで準決勝に進むも、怪我によりシーズンから脱落した。

### UFC
2012年6月23日、UFC初参戦となったUFC 147でアニスタヴィオ・メデイロスと対戦し、リアネイキドチョークで一本勝ち。白星デビューを果たすと共に、サブミッション・オブ・ザ・ナイトを受賞した。
2015年1月3日、UFC 182でエヴァン・ダナムと対戦し、0-3の判定負け。3連敗となりUFCからリリースされた。

## 戦績
| 総合格闘技 戦績 | 総合格闘技 戦績 | 総合格闘技 戦績 | 総合格闘技 戦績 | 総合格闘技 戦績 | 総合格闘技 戦績 | 総合格闘技 戦績 |
| --------------- | --------------- | --------------- | --------------- | --------------- | --------------- | --------------- |
| 21 試合         | (T)KO           | 一本            | 判定            | その他          | 引き分け        | 無効試合        |
| 12 勝           | 2               | 6               | 4               | 0               | 0               | 0               |
| 9 敗            | 4               | 1               | 4               | 0               | 0               | 0               |

| 勝敗 | 対戦相手                     | 試合結果                             | 大会名                                                                   | 開催年月日     |
| ×    | エヴァン・ダナム             | 5分3R終了 判定0-3                    | UFC 182: Jones vs. Cormier                                               | 2015年1月3日   |
| ×    | アル・アイアキンタ           | 3R 2:41 TKO（肘打ち）                | UFC Fight Night: Jacare vs. Mousasi                                      | 2014年9月5日   |
| ×    | ラシッド・マゴメドフ         | 5分3R終了 判定0-3                    | UFC Fight Night: Miocic vs. Maldonado                                    | 2014年5月31日  |
| ○    | アイヴァン・ジョージ         | 5分5R終了 判定3-0                    | UFC Fight Night: Machida vs. Mousasi                                     | 2014年2月15日  |
| ○    | 廣田瑞人                     | 5分3R終了 判定2-1                    | UFC on Fuel TV 10: Nogueira vs. Werdum                                   | 2013年6月8日   |
| ×    | アントニオ・カルバーリョ     | 5分3R終了 判定1-2                    | UFC 154: St-Pierre vs. Condit                                            | 2012年11月17日 |
| ○    | アニスタヴィオ・メデイロス   | 1R 2:12 リアネイキドチョーク         | UFC 147: Silva vs. Franklin 2                                            | 2012年6月23日  |
| ×    | ジャスティン・ウィルコックス | 1R終了時 TKO（ドクターストップ）     | Strikeforce Challengers 15                                               | 2011年4月1日   |
| ×    | 真騎士                       | 2R 0:45 TKO（右ストレート→パウンド） | SRC13                                                                    | 2010年6月20日  |
| ○    | イヴァン・イベリコ           | 5分3R終了 判定3-0                    | Jungle Fight 17: Vila Velha                                              | 2010年2月27日  |
| ×    | ギルバート・メレンデス       | 2R 2:02 KO（右フック→パウンド）      | Strikeforce: Shamrock vs. Diaz 【Strikeforce世界ライト級暫定王座決定戦】 | 2009年4月11日  |
| ×    | 光岡映二                     | 1R 3:13 チョークスリーパー           | 戦極 〜第四陣〜 【ライト級グランプリシリーズ2008 1回戦】                 | 2008年8月24日  |
| ○    | ジョルジ・マスヴィダル       | 2R 4:38 TKO（右ストレート）          | 戦極 〜第三陣〜                                                          | 2008年6月8日   |
| ○    | ジョイユ・デ・オリベイラ     | 5分3R終了 判定                       | Universidade Fight Show 1                                                | 2007年10月7日  |
| ○    | 雷暗暴                       | 2R 1:03 KO（スタンドパンチ連打）     | BodogFight: Vancouver                                                    | 2007年8月24日  |
| ○    | サンチノ・デフランコ         | 2R 1:58 チョークスリーパー           | BodogFight: Clash of the Nations                                         | 2007年4月14日  |
| ○    | カルター・ギル               | 2R 2:11 チョークスリーパー           | BodogFight: Clash of the Nations                                         | 2006年12月6日  |
| ○    | 関直喜                       | 1R 1:48 腕ひしぎ十字固め             | MARS in 両国国技館 〜NEW DEAL〜                                          | 2006年8月26日  |
| ○    | ファン・ジュウドン           | 1R 3:56 チョークスリーパー           | MARS ATTACK 01                                                           | 2006年7月21日  |
| ○    | ルシアノ・シウバ             | 1R 1:26 チョークスリーパー           | Night of the Fight 1                                                     | 2005年7月23日  |
| ×    | ルシアノ・アゼベド           | 5分2R終了 判定1-2                    | Shooto Brazil: Never Shake                                               | 2004年10月23日 |

## 獲得タイトル
- ブラジリアン柔術ワールドカップ 準優勝（2005年）
- ADCC 2005ブラジル予選 77kg未満級 優勝（2005年）

## 表彰
- UFC サブミッション・オブ・ザ・ナイト（1回）
- BodogFightシーズン6 最優秀選手（2007年）